# 戴维城 (内布拉斯加州)
戴维城（David City）是美国内布拉斯加州巴特勒县的县治。根据2000年美国人口普查，共有2597人，其中白人占98.58%。

## 名人
- 露丝·埃廷：美国歌手、演员
- 罗曼·鲁斯卡：美国参议院议员